# Zaviralec PARP
Zaviralci PARP so skupina protirakavih učinkovin, ki zavirajo delovanje encima poli-ADP-riboza polimeraza (PARP).
Uporabljajo se za zdravljenje več vrst dednega raka. Celice določenih vrst raka so bolj odvisne od delovanja encima PARP kot normalne telesne celice, zato gre za encim, ki je privlačna tarča za razvoj protirakavih zdravil. Prvo zdravilo te skupine, ki je pridobilo dovoljenje za promet, je olaparib, ki po raziskavah na primer podaljša preživetje brez napredovanja bolezni pri bolnicah s ponovljenim rakom jajčnika, občutljivim za zdravljenje s protirakavimi zdravili na osnovi platine.
Poleg raka imajo zaviralci PARP potencial pri zdravljenju drugih življenjsko ogrožajočih boleznih, kot sta možganska in srčna kap, ter nevrodegenerativnih boleznih.

## Mehanizem delovanja
Zaviralci PARP preko zaviranja encima poli-ADP-riboza polimeraza ovira popravljanje DNK v rakavih celicah. PARP so sicer skupina različnih encimov, vendar pa vsi do sedaj znani zaviralci PARP delujejo na encima PARP1 in PARP2, ne pa na ostale proteine iz družine, ki sicer zajema 18 različnih encimov. V povsem zdravi telesni celici zaviralci PARP nimajo posebnega učinka, saj se PARP aktivira le, ko je DNK poškodovana. Izjemno občutljive na delovanje zaviralcev PARP izkazujejo rakave celice s homozigotno mutacijo genov BRCA1 ali BRCA2 in pri njih zaviranje encimov PARP privede zaradi napak v DNK do celične smrti.
Zdrave celice lahko poškodbe DNK odpravljajo s tako imenovano homologno rekombinacijo  in če ta poteka nemoteno, celica lahko preživi kljub neaktivnosti PARP. Vendar sta za proces homologne rekombinacije ključna proteina BRCA1 ali BRCA2. Pri mutiranem BRCA1 ali BRCA2 pa je ta pot neuspešna in popravilo DNK je odvisno od delovanja encima PARP.

## Odobreni zaviralci PARP
- Olaparib: Evropska agencija za zdravila (EMA) in ameriški FDA sta ga decembra 2014 odobrila kot samostojno zdravljenje bolnic z napredovalim rakom jajčnika z zarodno mutacijo BRCA, ki so bile predhodno že zdravljene z drugimi shemami zdravljenja.
- Rukaparib: decembra 2016 ga je ameriški FDA po pospešenem postopku odobril za že predhodno zdravljene bolnice z rakom jajčnika z mutacijo BRCA.[11] aprila 2018 pa so mu dodelili redno dovoljenje za promet.
- Niraparib: marca 2017 ga je ameriški FDA odobril za zdravljenje epitelijskega raka jajčnika, raka jajcevodov ali primarnega peritonealnega raka.[12][13] Zavira PARP1 in PARP2.[14] V Evropski uniji so ga odobrili novembra 2017.[15]
- Talazoparib: FDA ga je odobril leta 2018 za zdravljenje raka dojke z mutacijo BRCA.[16]

## Odpornost proti zaviralcem PARP
Rakave celice lahko sčasoma razvijejo odpornost proti zaviralcem PARP in posledično zdravilo ni več učinkovito. Poznani so trije mehanizmi razvoja odpornosti:
- lahko pride do reverzne mutacije gena BRCA, s katero celica ponovno pridobi zmožnost odpravljanja poškodb s homologno rekombinacijo;[17]
- rakave celice lahko intenzivneje izražajo glikoprotein P, s čimer se poveča izplavljanje učinkovine iz celic;
- celice lahko izgubijo izražanje proteina 53BP1; gre za beljakovino, katere vezavo na konce prelomljene DNK uravnava BRCA1. Če BRCA1 ni, ostane 53BP1 ves čas vezan in onemogoča procesiranje koncev DNK, ki je nujno za nadaljnji potek homologne rekombinacije. Če pa ni ne enega ne drugega, lahko homologna rekombinacija spet poteče.